# Querétaro (Messico)
Querétaro è una municipalità dello stato di Querétaro, nel Messico centrale; il capoluogo è la città di Santiago de Querétaro, che è anche capitale dello stato.
La popolazione della municipalità è di 801.940 abitanti e ha una estensione di 690 km².